# Brief aan de Hebreeën
De Brief aan de Hebreeën (vaak kortweg Hebreeën genoemd) is een van de boeken in het Nieuwe Testament van de Bijbel. Het Bijbelboek telt in de indeling van Robert Etienne 13 hoofdstukken en werd geschreven in het Koinè-Grieks. In feite is het geen brief, maar een "homilie op de wijze van een synagogale voordracht". De brief bevat veel verwijzingen naar de Hebreeuwse Bijbel en wordt weleens beschouwd als een leerstellig aanhangsel aan de Brief van Paulus aan de Romeinen en de Brief van Paulus aan de Galaten, als een soort commentaar op het oudtestamentische boek Leviticus met zijn vele religieuze joodse voorschriften en aanbidding in de tempel in Jeruzalem. De vele referenties aan de tempeldienst suggereren dat het zou kunnen zijn geschreven vóór de verwoesting van de tempel door de Romeinen in het jaar 70. Ze leveren daar geen sluitend bewijs voor, want de val van Jeruzalem aan het eind van de Joodse oorlog staat niet in de Bijbel beschreven.

## Titel
De naam "Brief aan de Hebreeën" lijkt - volgens Bart D. Ehrman - een dubbele vergissing te zijn. In tegenstelling tot bijna alle brieven in het Nieuwe Testament vermeldt dit document nergens, ook niet in de aanhef, een afzender, noch een geadresseerde. De auteur noemt zijn geschrift zelf, in 13:22, "dit woord van aanmoediging" (τοῦ λόγου τῆς παρακλήσεως tou lógou tēs paraklēseōs), waardoor veel geleerden het document interpreteren als een preek van een kerkleider voor zijn gemeente.:0:34
Ten tweede wijst Ehrman erop dat enkele zaken, vermeld in de verzen 6:1-2, ideeën zijn waarin de leden van deze gemeente zijn gaan geloven toen ze zich bekeerden tot het christendom, waaronder geloof in God (in plaats van meerdere goden), opstanding uit de dood en eeuwige straf. Ehrman stelt dat Joden hierin al geloofden, maar heidenen nog niet, dus concludeert hij dat deze christenen waarschijnlijk voormalige heidenen  (niet-Joden) waren. De vergissing dat de 'brief' aan de Joden zou zijn gericht (met de bedoeling om hen te overtuigen zich tot het christendom te bekeren) komt dan wellicht voort uit het feit dat de auteur een groot aantal redenen geeft waarom het christendom beter is dan alles wat het jodendom te bieden heeft. Maar de auteur lijkt eerder zijn van heidenen tot christenen bekeerde volgelingen te willen waarschuwen om zich niet tot het jodendom te bekeren.:1:25
Volgens de Amsterdamse nieuwtestamenticus Frederik Willem Grosheide wordt het woord 'Hebreeën' in het Nieuwe Testament gebruikt voor Aramees sprekende christenen in Palestina. De apostel Paulus noemt zich ook 'Hebreeër' en Paulus is een echte Jood (2 Korintiërs 11:22 en Filippenzen 3:5). Daarom concludeert Grosheide dat dit Bijbelboek gericht is op de christenen uit de Joden. Daarnaast gaat de auteur ervan uit dat de geadresseerden bekend zijn met het Oude Testament en de Septuagint.

## Datering
De Brief aan de Hebreeën moet in ieder geval geschreven zijn na de hemelvaart van Jezus, gezien de prominente plaats van dit heilsfeit in het betoog van de auteur. De brief moet in elk geval ook gedateerd worden vóór 96 na Christus, omdat de eerste brief van Clemens aan de gemeente in Korinthe, die meestal in dat jaar gedateerd wordt, zinspeelt op de brief aan de Hebreeën. Het debat over de datering gaat met name over de vraag of de brief voor of na 70, het jaar van de val van Jeruzalem, werd geschreven.
In het jaar 70 na Christus werd Jeruzalem veroverd en de tempel verwoest. Opvallend is dat de auteur niet schrijft over de tempel, maar over de tabernakel. Wel wordt er steeds in de tegenwoordige tijd over de joodse eredienst geschreven. Deze tegenwoordige tijd wil echter niet zeggen dat er sprake was van een tegenwoordige eredienst. Opvallend is ook dat over de verwoesting van de tempel niet wordt geschreven, terwijl je dat wel zou verwachten indien dat bij de auteur bekend was. Wel lijkt er in sommige teksten op de aanstaande verwoesting van de tempel gehint te worden, zoals in hoofdstuk 8:13, waar staat dat het Joodse ('oude') verbond op het punt staat teloor te gaan. Dit zou erop kunnen wijzen dat de brief, wellicht vóór het jaar 70 geschreven, ná het jaar 70 nog is geredigeerd, met de val van Jeruzalem aan het eind van de Joodse Oorlog in het achterhoofd.

## Auteurschap
De Brief aan de Hebreeën zelf noemt de auteur niet met name, hoewel enkele vroege kerkvaders van de 3e en 4e eeuw ervan uitgingen dat het Paulus was; derhalve werd deze brief opgenomen in het Nieuwe Testament.:0:08 Omdat de stijl echter zo afwijkend is, meenden andere vroege kerkautoriteiten dat er sprake was van een andere auteur. Om deze kwestie tot een oplossing te brengen zonder het auteurschap van Paulus op te hoeven geven, werd de afwijkende stijl geweten aan een assistent van Paulus, bijvoorbeeld Lucas of Clemens van Rome. Eusebius beschrijft dat reeds de eerste getuigen zich genoodzaakt zagen het auteurschap van Paulus te verdedigen. Volgens "de gelukzalige presbyter" (ongetwijfeld Pantenus) zou Paulus uit bescheidenheid jegens "de apostel" Christus (Hebreeën 3:1) zijn gebruikelijke briefhoofd "Paulus, de apostel" hebben weggelaten; volgens Clemens van Alexandrië was dit uit behoedzaamheid voor de joden. Clemens van Alexandrië meende dat de brief door Lucas uit het Hebreeuws in het Koinè zou zijn vertaald. Deze veronderstelling is moeilijk te handhaven, want de brief argumenteert vanuit de Septuagint. Maar het bewijst dat Clemens al het verschil in stijl met de onomstreden brieven van Paulus had opgemerkt en probeerde te verklaren. In de derde eeuw maakte Origenes een nog duidelijker onderscheid tussen auteur en redacteur. Hij suggereerde dat Lucas of een andere medewerker de leer van Paulus in zijn eigen woorden had weergegeven, maar zei uiteindelijk over de brief: "Mannen uit vroege tijden hebben de brief al overgeleverd als van Paulus, maar wie de brief schreef, weet alleen God." Bij het citeren van de brief is Origenes echter minder genuanceerd en zo verspreidt zich in het oosten het gebruik de brief eenvoudigweg op naam van Paulus te stellen.
In het westen is het auteurschap langer onderwerp van discussie. Clemens Romanus baseert zich vaak op de ideeën in Hebreeën. Hij neemt uitdrukkingen zelfs letterlijk over, maar noemt in dit verband nooit Paulus' naam. Tertullianus was een van degenen die de brief aan Barnabas toeschreven. Cyprianus citeert Hebreeën nooit; de Ambrosiaster citeert evenmin en noemt het werk niet in zijn commentaar. In de oudste canons (Muratori, 2e eeuw; Cheltenham/Mommsen, 3e eeuw) komt het werk niet voor. Euseubius van Caesarea vertelt dat sommigen in de kerk van Rome het werk afwijzen, omdat het niet van Paulus was. Volgens Filastrius van Brescia was het werk verdacht, omdat rigoristen en arianen zich op enkele passages eruit beriepen (namelijk 3:2, 6:4 en 10:26). Tegen het einde van de 4e eeuw wordt Paulus definitief vastgesteld als auteur. Hiëronymus en Augustinus twijfelen nog wel, maar aanvaarden het werk zonder bedenkingen als canoniek. Hierdoor voegen de synode van Rome (382) en het concilie van Hippo (393) Hebreeën toe aan het "corpus paulinum" (Brieven van Paulus). In de formulering klinkt nog wel de oude twijfel door: "13 brieven van de apostel Paulus, en van dezelfde 1 aan de Hebreeën". Het concilie van Carthago (419) noemt echter "de 14 brieven van Paulus".

### Hernieuwde twijfel
De twijfel herleeft in de Renaissance, omdat de stijl en woordenschat van Hebreeën opnieuw worden bestudeerd. Er worden veel overeenkomsten gezien met de leer van Paulus, maar de taalverschillen worden als te groot beschouwd. Ook zou de apostel nooit zo over zichzelf hebben gesproken als de auteur van Hebreeën doet (2:3). Toch duurt het tot de twintigste eeuw voordat algemeen wordt aangenomen dat Paulus niet de auteur is. In 1914 bepaalde de Pauselijke Bijbelcommissie dat men het auteurschap van Paulus niet in twijfel mocht trekken, maar dat wel van een niet-paulijnse redactie mocht worden gesproken. Sindsdien hebben de katholieke exegeten dit zeer ruim geïnterpreteerd en wordt Hebreeën beschouwd als een zelfstandig werk, geschreven door iemand uit de kring van Paulus. Hoewel een aantal ervan de hand van Paulus ziet in het "begeleidend schrijven" (13:22-25), is het goed mogelijk dat de apostel het werk, dat niet het zijne was, door een zendbriefje zou 'dekken' met zijn gezag. In dat geval zou de brief tijdens het leven van Paulus zijn geschreven. De Alexandrijnen hebben bij wijze van veronderstelling Clemens Romanus of de Evangelist Lucas geopperd. De enige naam die in de westerse traditie vóór die van Paulus hier en daar wordt genoemd, is die van Barnabas. Luther heeft ooit de Alexandrijn Apollos genoemd; het zou dan wel vreemd zijn dat juist in Alexandrië niet bekend was dat hij de auteur zou zijn. Op 19 november 1931 werd weliswaar de vondst bekend gemaakt van manuscripten, gekocht door Alfred Chester Beatty, naar wie deze zijn genoemd, die genummerd zijn. Papyrus 46 vermeldt de brief aan de Hebreeën tussen de gevonden bladen met Romeinen en 1 Korintiërs. De Chester Beatty papyri worden echter gedateerd als hoogstwaarschijnlijk ontstaan tussen 175 en 225 na Christus. Vermoedelijk zal uiteindelijk altijd onduidelijk blijven wie de auteur van Hebreeën was.

### Argumenten voor auteurschap van Paulus
De argumenten die voor auteurschap van Paulus pleiten zijn:
- Vroege kerkschrijvers aanvaardden de brief als een epistel van Paulus.
- De brief komt voor in de Chester Beatty-papyri (nr. II, Papyrus 46), tussen acht andere brieven van Paulus.
- De brief wordt in "De canon van Athanasius" (4de eeuw) onder de "veertien brieven van Paulus, de apostel" vermeld.
- De brief werd mogelijk in Italië geschreven (Hebreeën 13:24), waar Paulus in de periode van 59 tot 61 n. Chr. voor de eerste keer werd gevangengezet.
- Timoteüs was bij Paulus in Rome, want hij wordt genoemd in Filippenzen 1:1, Kolossenzen 1:1-2 en Filemon 1. Deze brieven werden tijdens Paulus' gevangenschap vanuit Rome geschreven. Zie ook Hebreeën 13:23 over Timoteüs’ vrijlating uit de gevangenis en over de wens van de auteur om spoedig Jeruzalem te bezoeken.
- De leer is typisch Paulijns, hoewel de argumenten vanuit een Joods standpunt worden gepresenteerd, met de bedoeling dat ze de uitsluitend uit Hebreeën bestaande kerk waaraan de brief was gericht, zouden aanspreken.

### Argumenten tegen auteurschap van Paulus
De argumenten die tegen het auteurschap van Paulus pleiten zijn:
- Hebreeën 2:3 toont aan dat de auteur van het boek zich tot de ‘tweede generatie’ christenen rekent, niet tot degenen die het goede nieuws rechtstreeks van Jezus zelf hebben gehoord; Paulus daarentegen rekent zichzelf uitdrukkelijk tot de ‘eerste generatie’ christenen, degenen die het goede nieuws rechtstreeks van Jezus zelf hebben gehoord, zoals in Galaten 1:12 (zie ook 1 Korintiërs 9:1).
- De stijl van Hebreeën wijkt sterk af van de stijl van de onomstreden brieven van Paulus. Hebreeën is stilistisch ‘tot in de puntjes verzorgd’, het voortbrengsel van iemand die de brief zorgvuldig gecomponeerd heeft, aangezien de structuur van Hebreeën doorwrocht is. In de onomstreden brieven van Paulus toont hij zich een spontaan maar daarmee ook slordig schrijver en hij levert voortdurend foute constructies af, zoals in Romeinen 5:12.
- Hebreeën argumenteert vanuit de Septuagint,[7] terwijl Paulus een eigen weergave in Koinè had van het Oude Testament.
- Het woordgebruik in Hebreeën wijkt sterk af van het woordgebruik in de onomstreden brieven van Paulus. Wanneer het Grieks synoniemen voor een begrip heeft, gebruikt Paulus vaak het ene synoniem en Hebreeën het andere. Een voorbeeld hiervan zijn de woorden voor ‘rust’: Paulus gebruikt alleen het woord αναπαύο ("anapaúo"), terwijl Hebreeën alleen de woorden καταπαυό ("katapauó") en κατάπαυσις ("katápausis") gebruikt.
- Paulus uit vaak sterke emoties ten opzichte van degenen aan wie hij schrijft, terwijl Hebreeën veel gematigder is in het gebruik van dergelijke uitdrukkingen.
- Een centraal thema van Paulus’ brieven is de opstanding van Jezus. In Hebreeën wordt dit als ‘basis’ genoemd (6:2), maar wordt veel meer aandacht geschonken aan Jezus’ verhoging tot Hogepriester.
- Waar Paulus vaak spreekt over seksuele moraliteit en het gebruik van rijkdom, komt dit in Hebreeën alleen zijdelings ter sprake.
- De behandeling van αγαπὴ ("agapè") is kenmerkend voor Paulus, maar komt in Hebreeën bijna niet voor.
- Paulus gebruikt termen met een sterk onderscheid tussen joden en heidenen, terwijl Hebreeën dit consequent vermijdt.
- De behandeling van het thema de Wet komt bij Paulus veelvuldig voor en het staat centraal in Hebreeën. Paulus heeft echter altijd alleen ethische interesse in de Wet, terwijl Hebreeën alleen ingaat op de cultus van de Wet.
- Hoewel Paulus het Oude Testament regelmatig allegorisch interpreteerde, gaat Hebreeën hier veel verder in.
- In zijn geschriften wijst Paulus vaak op zijn autoriteit als apostel en spreekt nadrukkelijk als ‘ik’ tot zijn toehoorders (bijvoorbeeld in 1 Korintiërs 7:6-8,10,12 en in 2 Tessalonicenzen 3:4), in tegenstelling tot Hebreeën, waarin alleen in 10:32 een eerste persoon wordt gebruikt (‘gij’ enkelvoud).
- Het gebruik van goddelijke namen en titels verschilt sterk, net als aanduidingen voor Jezus (Paulus gebruikt bijvoorbeeld vaak “Christus Jezus”, terwijl Hebreeën spreekt over “Jezus Christus”).
- Een vergissing als in Hebreeën 9:4 over de inrichting van de tempel zou kunnen duiden op een auteur die op enige afstand tot Jeruzalem stond. Het is moeilijk voorstelbaar dat Paulus, een farizeeër die vaak in Jeruzalem is geweest, een dergelijke vergissing zou maken.
- Hebreeën 8:13 suggereert een onafwendbare ondergang van de tempel. Dit zou erop kunnen wijzen dat Hebreeën werd geschreven nadat duidelijk werd dat de Romeinen zouden ingrijpen om het oproer dat ontstond door het wanbeleid van Gessius Florus de kop in te drukken. Aangezien deze in 64 werd benoemd tot procurator, werd het effect van zijn wanbeleid (en het feit dat hij niet de steun had van de priesters) pas duidelijk na de vermoedelijke datum van de dood van Paulus.
- Het accepteren van Paulus als auteur in de periode van de vroege canons kan samenhangen met de stelling dat Hebreeën alleen canoniek kon zijn als Paulus de auteur was.

### Het aanhangsel
Hebreeën 13:22-25 wordt over het algemeen beschouwd als een aanhangsel bij de brief of zoals bijvoorbeeld de Willibrordbijbel het noemt: een "Begeleidend schrijven", mogelijk van de hand van de auteur zelf. Compositorisch en leerstellig eindigt de brief met 13:21, vandaar het slot "Amen". Mogelijk dat de auteur in zijn eigen handschrift de ontvangers van de brief opriep de inhoud te accepteren als was deze van hem.

## Canoniciteit
In de meeste Bijbelvertalingen is de Brief aan de Hebreeën opgenomen in de canon van het Nieuwe Testament. Toch hebben vele Bijbelcritici betwijfeld of deze brief in de canon thuis hoort. De apostolische vaders (met uitzondering van Clemens van Rome), de apologeten en de latere kerkvaders citeren niet uit de Brief en verwijzen er ook niet naar. De vroegst bekende verwijzing naar de Brief als een algemeen geaccepteerd deel van de Bijbelse canon is van Cyrillus van Jeruzalem in de vierde eeuw.
Kerkvader Origenes beschouwde de brief als canoniek, al wist hij wel van twijfel over het auteurschap. Volgens Frederik Willem Grosheide is het moeilijk te zeggen of Clemens van Rome de brief voor canoniek hield. Het is - volgens Grosheide - vooral aan Ambrosius, Rufinus, Hiëronymus van Stridon en Augustinus van Hippo te danken dat Hebreeën ook in de Westerse kerk algemeen aanvaard is. In 393 werd tijdens het concilie van Hippo (Hippo Regius, het huidige Annaba in Algerijë) bekrachtigd, evenzo in 397 bij het Concilie van Carthago, dat de Brief aan de Hebreeën een onderdeel van het Nieuwe Testament is.

## Structuur
Het werk bestaat uit vijf delen en is concentrisch opgebouwd: I en V bestaan elk uit één sectie, II en IV uit twee en III uit drie secties. Van deze drie laatste, bevat ook de middelste de hoofdgedachte van de brief, namelijk sectie 8:1 - 9:28 met als hoofdthema: "de voleinding van Jezus' hogepriesterschap"; hier 'draait alles om'. Met de flankering van 7:1-28 en 10:1-18 ontstaat in feite de eerste "doorgewerkte theologie", voorafgegaan door een aansporing (5:11 - 6:20) en gevolgd (10:19-39). Deze vormen het centrale deel (2 pareneses en 3 exposés). Het tweede en vierde deel bestaan uit twee secties: II A (aansporend: 3:1-4, 14) en II B (leerstellig: 4:15 - 5:10) en IV A (leerstellig: 11:1-40) en IV B (aansporend: 12:1-13). II en IV omsluiten dus deel III, maar op hun beurt worden II en IV omlijst door I (leerstellig: 1:5 - 2:18) en V (aansporend: 12:14 - 13:19). Hieraan vooraf gaan de inleiding (1:1-4) en het slot (13:20,21). Na het afsluitende "Amen" (13:21) volgt nog een "aanhangsel" (zie verderop).
De structuur van het werk kan als volgt worden weergegeven:
|     |   | verdeling     | onderwerp                        | aard        |
| --- | - | ------------- | -------------------------------- | ----------- |
|     | a | 1:1-4         | Aanhef                           | —           |
| I   |   | 1:5 - 2:18    | Zoon van God, broeder der mensen | leerstellig |
| II  | A | 3:1 - 4:14    | De trouw van Jezus               | parenetisch |
| II  | B | 4:15 - 5:10   | De barmhartigheid van Jezus      | leerstellig |
|     | i | 5:11 - 6:20   | Parenetische inleiding           | parenetisch |
| III | A | 7:1-28        | Volgens de orde van Melchisedek  | leerstellig |
| III | B | 8:1 - 9:28    | De voleinding bereikt            | leerstellig |
| III | C | 10:1-18       | Oorzaak van eeuwig heil          | leerstellig |
|     | b | 10:19-39      | Parenetisch besluit              | parenetisch |
| IV  | A | 11:1-40       | Een wolk van geloofsgetuigen     | leerstellig |
| IV  | B | 12:1-13       | De noodzakelijke volharding      | parenetisch |
| V   |   | 12:14 - 13:19 | Hemelse levenswandel             | parenetisch |
|     | s | 13:20-21      | Slot                             | —           |
|     | z | 13:22-25      | Zendbriefje                      | —           |

Gebaseerd op de letterkundige structuur kan de inhoud van Hebreeën als volgt worden samengevat: "God heeft tot ons gesproken door zijn Zoon, de boven de engelen verheerlijkte Heer, die zich de mensen tot zijn broeders maakte (I). Daarmee wilde hij hen in een betere rust dan die van Kanaän binnenleiden. Wij mogen deze kans niet verspelen, maar moeten luisteren naar hem, die zoveel meer dan Mozes een betrouwbaar en barmhartig bemiddelaar is bij de Vader (II). Eeuwige hogepriester naar de orde van Melchisedek, heeft hij voorgoed de schaduwritus van het OT door een werkelijk zoen-offer vervangen en metterdaad de weg naar het heiligdom voor ons geopend (III). Wij moeten ons daarom gelovig aan deze Aanvoerder van het heil overgeven, naar het voorbeeld van zovele OTische geloofsovertuigingen, die zich alleen op de belofte moesten verlaten (IV). Zo zullen wij onze hemelse roeping nakomen en het doel bereiken (V)."
Hebreeën 13:22-25 wordt over het algemeen beschouwd als een aanhangsel bij de brief, of, zoals bijvoorbeeld de Willibrordbijbel het noemt, een "Begeleidend schrijven", mogelijk van de hand van Paulus zelf. Compositorisch en leerstellig eindigt de brief met 13:21, vandaar het slot "Amen". Mogelijk dat Paulus in zijn eigen handschrift de ontvangers van de brief opriep de inhoud te accepteren als was deze van hem.

## Bedoeling
De schrijver wilde de ware bedoeling van het systeem van de mozaïsche wet laten zien, zijn symbolische en tijdoverstijgende karakter. Hij legt uit dat het levitische priesterschap een voorafschaduwing is van de opdracht van Jezus Christus, en dat de offers uit het systeem van de wet de kruisdood van Jezus voorafschaduwden. Het evangelie was daarom niet bedoeld om de wet van Mozes te veranderen, maar om deze te vervullen. Dit werd geschreven om een tendens onder de joodse christenen om terug te keren naar het Judaïsme een halt toe te roepen.

## Vorm
De brief aan de Hebreeën heeft niet het gebruikelijke begin van een brief met een opschrift en adres. Sommigen menen dat dit opschrift verloren zou zijn gegaan of opzettelijk is weggelaten. Omdat de brief op een heel bijzondere wijze begint is het niet aannemelijk dat er oorspronkelijk een opschrift en adres bij hadden moeten staan. Het Bijbelboek eindigt wel weer als een brief. Sommigen zien het daarom als een homilie, met het slot van een brief.